# Princeton-Plainsboro Teaching Hospital

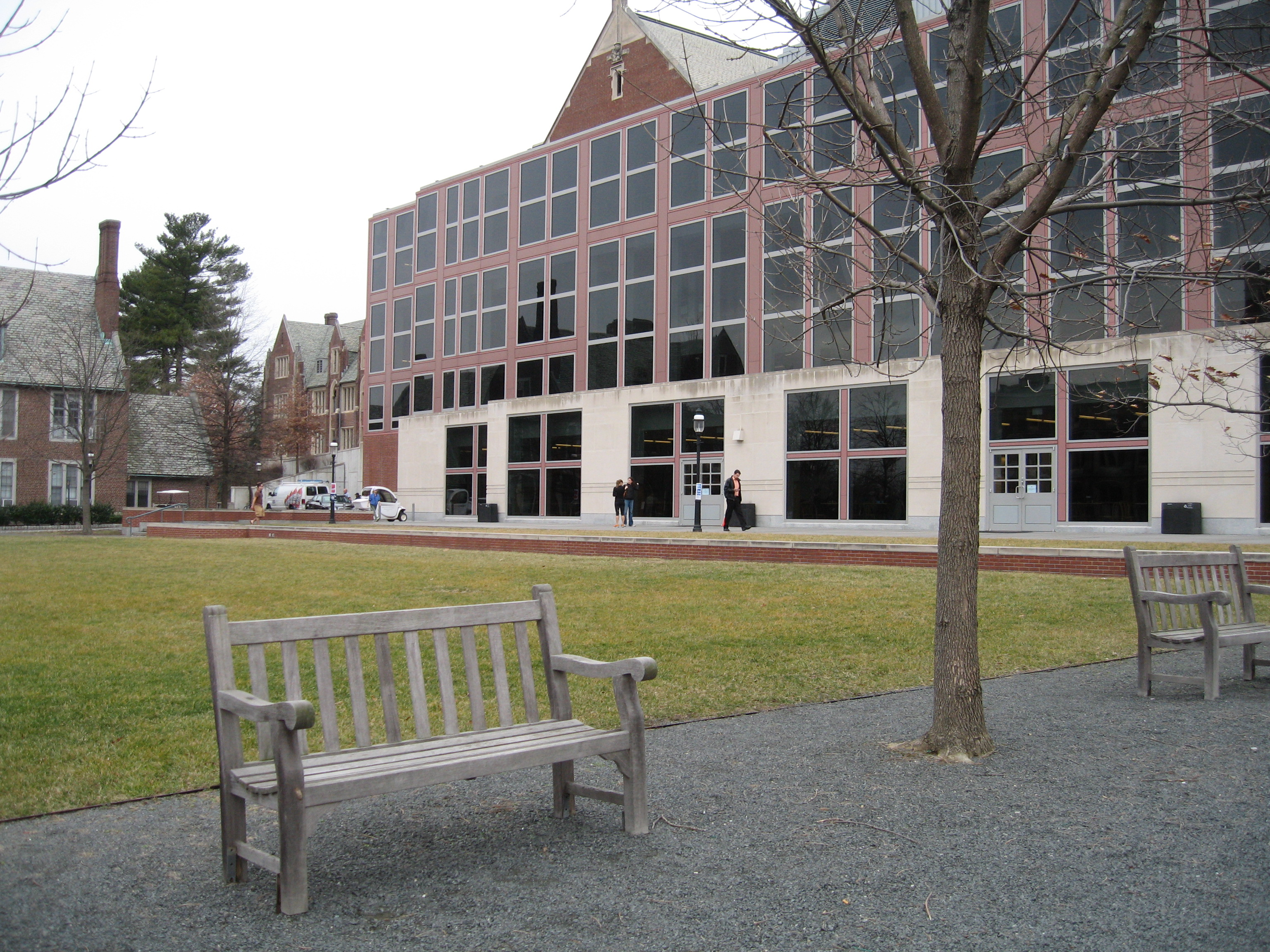
Vue extérieure du Frist Campus Center

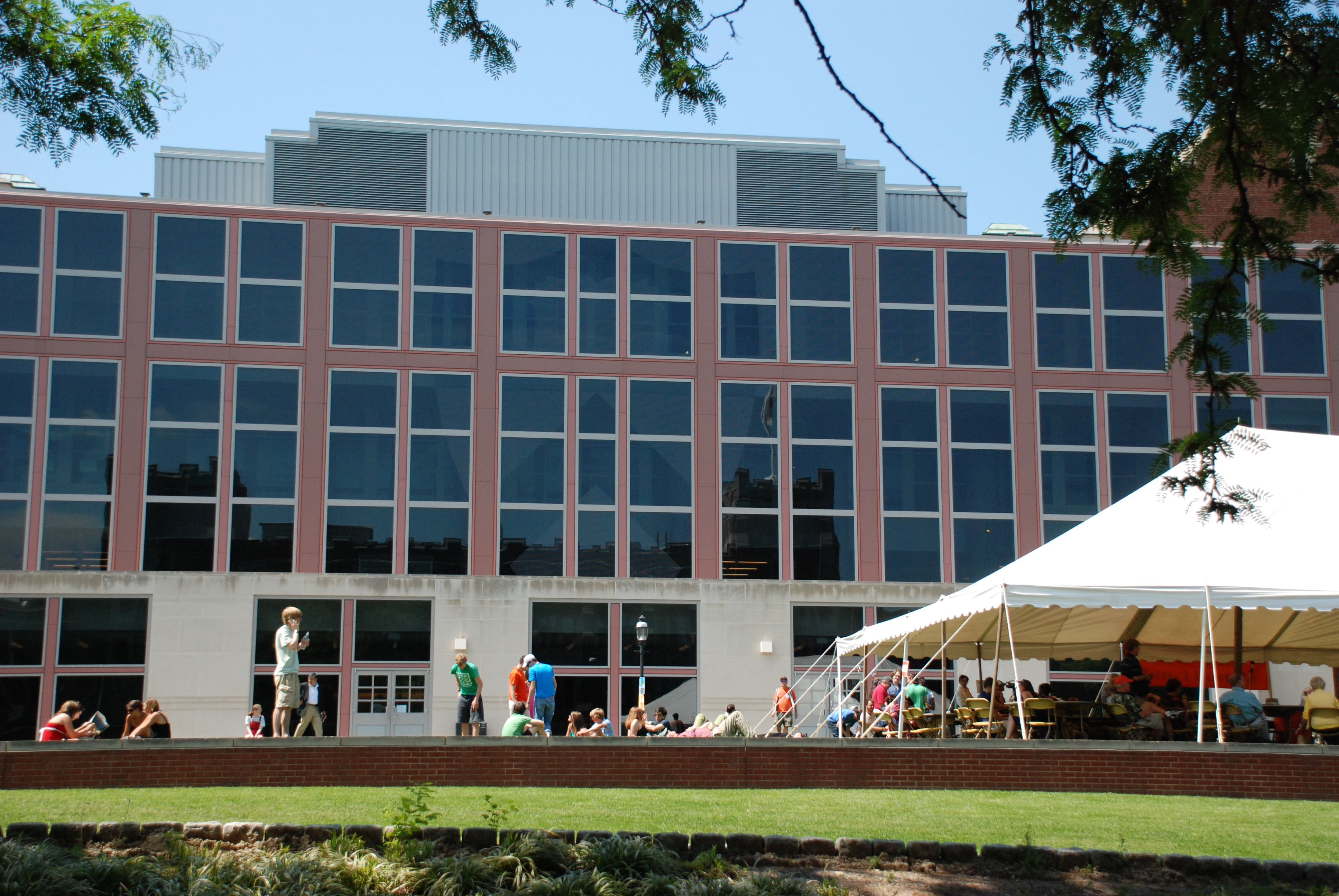
Autre vue extérieure

Le Princeton-Plainsboro Teaching Hospital (PPTH) est un hôpital universitaire fictif qui sert de cadre à la série américaine Dr House (House), créé en 2004.

## Situation
L'hôpital de Princeton Plainsboro est situé dans la ville de Princeton, dans le New Jersey.

## Personnel
L'hôpital est administré par le Dr Lisa Cuddy, puis est remplacé par le Dr Eric Foreman, doyen de la faculté, au début de la saison 8.

### Services médicaux
- Urgences : dirigé par le Dr Allison Cameron (saisons 4 et 5)
- Unité d'oncologie dirigée par le Dr James Wilson
- Unité des diagnostics dirigée par le Dr Gregory House, parfois par le Dr Eric Foreman puis par le Dr Robert Chase (saison 8, épisode 22)
- Unité de médecine interne dirigée par le Dr Kaufman (saison 7)
- Unité de neurologie dirigé par le Dr Eric Foreman
- Service de chirurgie et bloc opératoire dirigés par le Dr Thomas (saison 6)
- Maternité
- Unité de Pédiatrie-Néonatologie
- Médecine légale
- Unité de Rhumatologie dirigée par le Dr Brustin (saison 2)
- Unité de Cardiologie dirigée par le Dr Nollo (saison 2)

### Autres services
- Clinique (centre de consultations publiques)
- Pharmacie, située à côté des consultations
- Laboratoire d'analyses médicales
- Bibliothèque
- Chapelle, au 1er étage
- Administration
- Cafétéria, au rez-de-chaussée, à gauche de l'entrée principale
- Morgue, probablement au sous-sol

## Tournage
Le bâtiment présenté comme étant celui de l'hôpital est en réalité celui du Frist Campus Center de l'université de Princeton.